# Độ chính xác
Trong phép đo của một tập hợp, độ chuẩn xác (accuracy) là độ gần của các phép đo với một giá trị cụ thể, trong khi độ chính xác phép đo (precision) là mức độ gần của các phép đo với nhau.
Độ chuẩn xác (accuracy) có hai định nghĩa:
1. Thông thường hơn, đó là một mô tả về các lỗi hệ thống, thước đo sai lệch thống kê; độ chính xác thấp gây ra sự khác biệt giữa kết quả và giá trị "đúng". ISO gọi đây là trueness.
2. Ngoài ra, ISO định nghĩa độ chính xác [1] là mô tả sự kết hợp của cả hai loại lỗi quan sát ở trên (ngẫu nhiên và có hệ thống), vì vậy độ chính xác cao đòi hỏi cả độ chính xác cao và độ chính xác cao.

Độ chính xác phép đo (precision) là một mô tả về các lỗi ngẫu nhiên, thước đo độ biến thiên thống kê.
Nói một cách đơn giản hơn, với một tập hợp các điểm dữ liệu từ các phép đo lặp lại có cùng số lượng, có thể nói là chính xác nếu trung bình của chúng gần với giá trị thực của đại lượng được đo, trong khi tập hợp có thể nói là chính xác nếu các giá trị gần nhau. Trong định nghĩa đầu tiên, phổ biến hơn về "độ chính xác" ở trên, hai khái niệm này độc lập với nhau, do đó, một tập hợp dữ liệu cụ thể có thể được gọi là chính xác (accurate), hoặc chính xác theo phép đo (precise) hoặc cả hai hoặc không.